# 1793.
◄ | 17. stoljeće | 18. stoljeće | 19. stoljeće | ►
◄ | 1760-ih | 1770-ih | 1780-ih | 1790-ih | 1800-ih | 1810-ih | 1820-ih | ►
◄◄ | ◄ | 1790. | 1791. | 1792. | 1793. | 1794. | 1795. | 1796. | ► | ►►
Arhitektura • Astronomija • Biologija • Glazba • Kazalište • Kemija • Kiparstvo • Knjige • Književnost • Kršćanstvo • Medicina • Politika • Pravo • Promet • Slikarstvo • Šport • Znanost

## Događaji
- Muzej Louvre je otvoren za javnost

## Smrti
- 6. veljače – Carlo Goldoni, talijanski komediograf i reformator komedije (* 1707.)
- 13. srpnja – Jean-Paul Marat, francuski revolucionar (* 1743.)
- 16. listopada – Marija Antoaneta, francuska kraljica (* 1755.)

## Vanjske poveznice
|  | Zajednički poslužitelj ima još gradiva o temi 1793. |